# Volta a Califòrnia 2006
La Volta a Califòrnia 2006 es disputà entre el 19 i el 26 de febrer de 2006. Aquesta fou la primera edició de la Volta a Califòrnia i fou guanyada per l'estatunidenc Floyd Landis.

## Etapes
| Etapes | Data         | Recorregut                      | km  | Vencedor etapa        | Líder general         |
| ------ | ------------ | ------------------------------- | --- | --------------------- | --------------------- |
| Pr     | 19 de febrer | San Francisco                   | 3   | Levi Leipheimer (USA) | Levi Leipheimer (USA) |
| 1      | 20 de febrer | Sausalito - Santa Rosa          | 129 | Juan José Haedo (ARG) | Levi Leipheimer(USA)  |
| 2      | 21 de febrer | Martinez - San José             | 153 | George Hincapie (USA) | George Hincapie(USA)  |
| 3      | 22 de febrer | San José - San José (CRI)       | 27  | Floyd Landis (USA)    | Floyd Landis (USA)    |
| 4      | 23 de febrer | Monterey - San Luis Obispo      | 211 | Juan José Haedo (ARG) | Floyd Landis (USA)    |
| 5      | 24 de febrer | San Luis Obispo - Santa Bàrbara | 170 | George Hincapie (USA) | Floyd Landis (USA)    |
| 6      | 25 de febrer | Santa Bàrbara - Thousand Oaks   | 144 | Olaf Pollack (DEU)    | Floyd Landis (USA)    |
| 7      | 26 de febrer | Redondo Beach                   | 123 | Olaf Pollack (DEU)    | Floyd Landis (USA)    |

## Classificacions finals

### Classificació general
|     | Ciclista                    | Equip                  | Temps       |
| --- | --------------------------- | ---------------------- | ----------- |
| 1.  | Floyd Landis (USA)          | Phonak Hearing Systems | 22h 46' 46" |
| 2.  | David Zabriskie (USA)       | Team CSC               | + 29"       |
| 3.  | Bobby Julich (USA)          | Team CSC               | + 34"       |
| 4.  | George Hincapie (USA)       | Discovery Channel      | + 45"       |
| 5.  | Nathan O'Neill (AUS)        | Health Net p/b Maxxis  | + 1' 08"    |
| 6.  | Levi Leipheimer (USA)       | Team Gerolsteiner      | + 1' 10"    |
| 7.  | Cadel Evans (AUS)           | Davitamon-Lotto        | + 1' 29"    |
| 8.  | Tom Danielson (USA)         | Discovery Channel      | + 1' 49"    |
| 9.  | Christian Vande Velde (USA) | Team CSC               | + 1' 55"    |
| 10. | Jason McCartney (USA)       | Discovery Channel      | + 1' 58"    |

### Classificacions secundàries
- Millor esprintador: Olaf Pollack, 47 pts
- Millor escalador:  Levi Leipheimer,[2] 31 pts
- Millor jove: Thomas Peterson, 22h 56' 21"
- Millor equip: Team CSC, 68h 22' 28"

## Evolució de les classificacions
| Etapa (Vencedor)           | Classificació general | Classificació dels esprints | Classificació de la muntanya | Classificació dels joves | Classificació per equips |
| -------------------------- | --------------------- | --------------------------- | ---------------------------- | ------------------------ | ------------------------ |
| 0Pròleg (Levi Leipheimer)  | Levi Leipheimer       | no s'entrega                | Bernhard Kohl                | Zachary Grabowski        | Team CSC                 |
| 0Etapa 1 (Juan José Haedo) | Levi Leipheimer       | Juan José Haedo             | Bernhard Kohl                | Zachary Grabowski        |                          |
| 0Etapa 2 (George Hincapie) | George Hincapie       | George Hincapie             | Bernhard Kohl                | Thomas Peterson          |                          |
| 0Etapa 3 (Floyd Landis)    | Floyd Landis          | George Hincapie             | Bernhard Kohl                | Thomas Peterson          |                          |
| 0Etapa 4 (Juan José Haedo) | Floyd Landis          | Juan José Haedo             | Bernhard Kohl                | Thomas Peterson          |                          |
| 0Etapa 5 (George Hincapie) | Floyd Landis          | George Hincapie             | Levi Leipheimer              | Thomas Peterson          |                          |
| 0Etapa 6 (Olaf Pollack)    | Floyd Landis          | George Hincapie             | Levi Leipheimer              | Thomas Peterson          |                          |
| 0Etapa 7 (Olaf Pollack)    | Floyd Landis          | Olaf Pollack                | Levi Leipheimer              | Thomas Peterson          |                          |
| 0Final                     | Floyd Landis          | Olaf Pollack                | Levi Leipheimer              | Thomas Peterson          | Team CSC                 |